# Bronisław Żurawski
Bronisław Żurawski (ur. ok. 1933, zm. 4 sierpnia 2016) – polski doktor nauk fizycznych, kierownik Pracowni Metod Komputerowych w Katedrze Bibliotekoznawstwa i Informacji Naukowej na Uniwersytecie Mikołaja Kopernika w Toruniu; autor wielu publikacji z zakresu chemii i fizyki teoretycznej, informatyki, kształcenia kadr i Bibliotekoznawstwa i Informacji Naukowej.
Był między innymi stypendystą Fundacji im. Alexandra von Humboldta, działaczem Związku Nauczycielstwa Polskiego oraz kawalerem Krzyża Kawalerskiego Orderu Odrodzenia Polski, Złotego Krzyża Zasługi i Medalu Komisji Edukacji Narodowej. 

## Rozprawa doktorska
O włączeniu oddziaływania konfiguracyjnego w uogólnionej metodzie swobodnego elektronu, Uniwersytet Mikołaja Kopernika w Toruniu,  promotor:  prof. dr hab. Wiesław Woźnicki.